# La France Insoumise
La France Insoumise (română: Franța Rebelă) este un partid politic din Franța, populist de stânga și socialist, fondat pe 10 febuarie 2016 de Jean-Luc Mélenchon, atunci membru al Parlamentului European (MPE) și fost co-președinte al Partidului Stângii (PG). Dorește să implementeze un program ecosocialist L'Avenir en commun (română: „Un viitor comun”)
Partidul l-a nominalizat pe Mélenchon să fie candidat la alegerile prezidențiale din 2017. S-a clasat pe locul al patrulea în primul tur cu 19.5% din voturi dar nu a reușit să se califice în turul doi fiind la distanțe de doar 2% de locul 2. După alegerile parlamentare din 2017, La France Insoumise a format un grup parlamentar de 17 membrii în Adunarea Națională, Mélenchon fiind liderul grupului. În 2019, la alegerile pentru Parlamentul European, a obținut doar 6 locuri, sub aștepări.
În 2022, Mélenchon a devenit din nou candidat la președinție. În prima rundă a alegerilor prezidențiale din 2022, Mélenchon s-a clasat pe locul trei, obținând 7.7 milioane de voturi (21.9%), foarte aproape de ocupantul locului al doilea Marine Le Pen.

## Istorie
La France Insoumise a fost fondat pe 10 febuarie 2016, pe baza credinței că partidele și organizațiile politice tradiționale nu mai servesc democrației, ci sunt necesare mișcări de tranziție. Mișcarea este inspirată în special de partidul spaniol Podemos și de candidatura lui Bernie Sanders la alegerile primare prezidențiale ale Partidului Democrat din 2016 din Statele Unite.
Primul meeting a avut loc în Place Stalingrad, Paris pe 5 iunie 2016 sub forma unui marș la care au participat 10.000 de oameni, potrivit organizatorilor. Un al doilea meeting a avut loc în Observatoire de Toulouse, pe 28 august 2016.
Programul L'Avenir en commun (română: „Un viitor comun”) a fost adoptat în timpul convenției de la Lille, unde au participat doar 1.000 de oameni în Saint-André-lez-Lille pe 15/16 octombrie 2016. Numeroase personalități au fost prezente la convenție, printre care comerciantul Société Générale Jérôme Kerviel compromițătorul LuxLeaks Antoine Deltour, specialistul politic Paul Ariès, fostul ministru malian al Culturii Aminata Traoré și fostul președinte al Parlamentului Elen Zoe Konstantopoulou.
La această convenție, mișcarea a prezentat și douăzeci de candidați pentru alegerile legislative franceze din iunie 2017, printre care Jean-Marie Brom, fizician, director de cercetare al Centrului Național de Cercetare Științifică din Franța (CNRS) și purtător de cuvânt al Sortir du nucléaire; Rémy Garnier, inspector de finanțe publice și anunțător în afacerea Cahuzac; Lionel Burriello, liderul sindicatului CGT pentru siderurgia ArcelorMittal din Florange; Mehdi Kémoune, secretar general adjunct al sindicatului CGT pentru Air France; actrița Sophie De La Rochefoucauld; Marie-Hélène Bourlard, sindicalistă prezentată în filmul Merci patron!; Olivia Cattan, jurnalist și fondator al asociației SOS Autisme France; și Nathalie Seguin, sindicalistă și membră a Partidului Comunist Francez (PCF).
În august 2017, La France Insoumise a organizat prima sa universitate de vară (numită Les AmFIs, o piesă între cuvântul amfiteatru și acronimul FI pentru France insoumise), un moment tradițional în Franța în care campusurile își deschid porțile pentru adunările partidelor politice și întâlnirile dintre activiști, oficiali aleși și mulți oaspeți filozofici și culturali. A avut loc la Universitatea Saint-Charles din Marsilia și a cuprins patru zile de dezbateri, conferințe și ateliere. Mișcarea a dezbătut și despre viitorul ei.
La alegerile teritoriale din Corsica din 2017, susținătorii locali ai La France Insoumise sub steagul „La Corse Insoumise” au fost aliați cu PCF. Alianța PCF-FI l-a atacat pe Mélenchon, iar lista a fost dezaprobată de Mélenchon.

## Ideologie și program politic
Întocmirea programului a fost coordonată de economistul de Jacques Généreux și avocatul Charlotte Girard. Redactarea este inspirată de L'Humain d'abord (română: „Omul în primul rând”), programul Frontului Stângii din timpul alegerilor prezidențiale din 2012, din lucrările desfășurate de PG în cadrul convențiilor sale privind ecosocialismul și summiturile pentru un „plan B în Europa” și din contribuțiile susținătorilor mișcării, pe care raportorii au fost rugați să le sintetizeze.
La finalul convenției de la Lille, o sinteză a tuturor propunerilor a rezultat într-un program din 7 axiome și 357 măsuri. A fost adoptat de peste 90% dintre alegători.
Mișcarea propune „zece măsuri emblematice”, aprobate în cadrul Convenției de la Lille, solicitând abordarea a patru „urgențe” principale: urgența democratică, urgența socială, urgența ecologică și urgența geo-politică. Adoptate cu 77.038 de voturi într-un sondaj pe internet, aceste zece măsuri sunt:
- Formarea unei adunări constituante însărcinată cu redactarea constituției unei a șasea republici care să-i succedă actualei a cincea republici. Membrii mișcării consideră a cincea republică o „monarhie prezidențială”, în care prea multă putere este concentrată în funcția de președinte al republicii, poporul neputând exercita controlul asupra acțiunilor sale. Acest proces constituțional ar putea lua în considerare și forme alternative de alegeri legislative, cum ar fi reprezentarea proporțională. Schimbarea constituțională (și, prin urmare, instituțională) este considerată fundamentală de mișcare, care vede scăderea prezenței la vot ca o respingere de către francezi a sistemului lor instituțional.
- Abrogarea legii El Khomri (reforma muncii adoptată în 2016 de al doilea guvern Valls) despre care mișcarea crede că a pus capăt „ierarhiei standardelor” din dreptul muncii francez prin inversarea „principiului favorizării” și, prin urmare, neprotejând suficient lucrătorii.
- „Refondarea democratică” a tratatelor Uniunii Europene, inclusiv schimbări în politica monetară, politica agricolă comună și politica de mediu. În caz contrar, programul are în vedere un „Plan B” de ieșire unilaterală din tratatele europene, urmat de propunerea unei cooperări suplimentare între țări.
- Implementarea unui plan de tranziție energetică către un obiectiv de 100% energie regenerabilă până în 2050, în urma studiilor Asociației négaWatt și Agenției publice și interdepartamentale de mediu și control al energiei (ADEME). Această tranziție presupune închiderea centralelor nucleare din Franța, criticate de mișcare pentru dependența lor de aprovizionarea cu uraniu, lipsa de siguranță, gestionarea deșeurilor radioactive și costul financiar.
- Stabilirea unei „legi verzi” care să nu priveze natura mai mult decât poate fi reînnoită, nici să producă mai mult decât poate suporta, pe care mișcarea ar putea să o propună în cursul procesului adunării constituante pentru includere în noua constituție.
- Dreptul de a demite reprezentanții aleși prin alegeri revocate atunci când încalcă promisiunile de campanie sau încalcă în alt mod standardele. Mișcarea dorește să propună această măsură și în cadrul procesului de adunare constituantă.
- Protejarea bunurilor comune precum aerul, apa, alimentele, traiul, sănătatea, energia sau moneda prin prevenirea comercializării lor în scopul păstrării interesului general și prin dezvoltarea serviciilor publice corespunzătoare.
- Separarea băncilor de investiții și de retail a avut ca scop separarea activităților speculative de activitățile de creditare și depozitare în vederea protejării acestora din urmă și crearea unui centru bancar public, care să finanțeze întreprinderile mici și mijlocii (IMM-uri) și să realizeze politica de creditare pe criterii sociale și ecologice.
- Creșterea salariului minim (numit „SMIC”) de la 1.149 la 1.326 de euro pe lună net pentru săptămâni de 35 de ore și majorarea salariilor funcționarilor publici înghețate din 2010.
- Retragerea din acordurile de liber schimb, cum ar fi Parteneriatul Transatlantic pentru Comerț și Investiții (TTIP) și Acordul Economic și Comercial Cuprinzător (CETA).[27][28]

Alte propuneri include retragerea din Organizația Tratatului Atlanticului de Nord (NATO) pentru a evita implicarea Franței în războaiele purtate de Statele Unite și astfel să acționeze doar în cadrul Națiunilor Unite (ONU); consolidarea săptămânii de lucru de 35 de ore și trecerea la 32 de ore; și reducerea vârstei de pensionare la 60 de ani.
Acest program, denumit L'Avenir en commun (română: „Un viitor comun”), a fost publicat de Éditions du Seuil la 1 decembrie 2016. Se bazează pe șapte axiome: a șasea republică; repartizarea averii; planificarea mediului; retragerea din tratatele europene; pace și independență; progresul uman; și „la granițele umanității” (ocean, spațiu și digital). Cartea a intrat rapid în topul celor mai bine vândute 10 până la 9 decembrie, cu 110.000 de exemplare tipărite. A făcut obiectul unei adaptări în bandă desenată digitală, difuzată pe internet. Broșuri tematice, de aprofundare a propunerilor mișcării, au fost publicate pe măsură ce campania a progresat.
Candidații pentru alegerile legislative din iunie 2017 sunt 60% din societatea civilă (nu au fost niciodată membri sau reprezentanți aleși ai unui partid politic), cu o vârstă medie de aproximativ 43 de ani. Candidații investiți au semnat carta mișcării precum și carta etică a asociației independente Anticor, angajată în etica în politică, lupta împotriva corupției și nerespectarea fiscală.

## Sprijin politic
La France Insoumise nu este o coaliție de partide politice. Cu toate acestea, mai multe partide politice, ramuri sau persoane și-au anunțat sprijinul pentru mișcare odată ce programul ei a fost convenit și candidatul ei ales, inclusiv Partidul Stângii, Ensemble!, Socialistes insoumis!, Partidul Comunist Francez, Polul Renașterii Comuniste din Franța și unii aleși și lideri ai partidului Ecologia Europeană – Verzii (EELV). Aceste organizații nu sunt ele însele părți ale mișcării.

## Rezultate electorale

### Prezidențiale
| Anul alegerilor | Candidat           | Turul 1     | Turul 1 | Turul 1 | Turul 2         | Turul 2 | Turul 2 | Câștigător      |
| Anul alegerilor | Candidat           | Voturi      | %       | Poziție | Voturi          | %       | Poziție | Câștigător      |
| --------------- | ------------------ | ----------- | ------- | ------- | --------------- | ------- | ------- | --------------- |
| 2017            | Jean-Luc Mélenchon | 7,059,951   | 19.58%  | 4       |                 |         |         | Emmanuel Macron |
| 2022            | Jean-Luc Mélenchon | 7,714,949 ▲ | 21.95%  | 3 ▲     | Emmanuel Macron |         |         |                 |

### Parlamentare
| Alegeri | Voturi (primul tur) | Voturi (primul tur) | Voturi (al doilea tur) | Voturi (al doilea tur) | Locuri   | Locuri | Note                     |
| Alegeri | Nu.                 | %                   | Nu.                    | %                      | Nu.      | ±      | Note                     |
| ------- | ------------------- | ------------------- | ---------------------- | ---------------------- | -------- | ------ | ------------------------ |
| 2017    | 2,497,622           | 11.03               | 883,573                | 4.9                    | 17 / 577 | ▬      |                          |
| 2022    | 5,836,079           | 25.7                | 6,556,198              | 31.6                   | 69 / 577 | ▲52    | Parte din coaliția NUPES |
| 2024    | 9,042,485           | 28.2                | 7,039,429              | 25.8                   | 74 / 577 | ▲5     | Parte din coaliția NFP   |

La France Insoumise nu a participat la alegerile pentru Senat deoarece mișcarea crede că această cameră superioară este nedemocratică și ineficientă.

### European Parliament
| Anul alegerilor | Voturi    | %    | Locuri | +/− |
| --------------- | --------- | ---- | ------ | --- |
| 2019            | 1,428,548 | 6.31 | 6 / 79 | ▲ 6 |
| 2024            | 2,432,976 | 9.87 | 9 / 81 | ▲ 3 |